# Felix Baumgartner

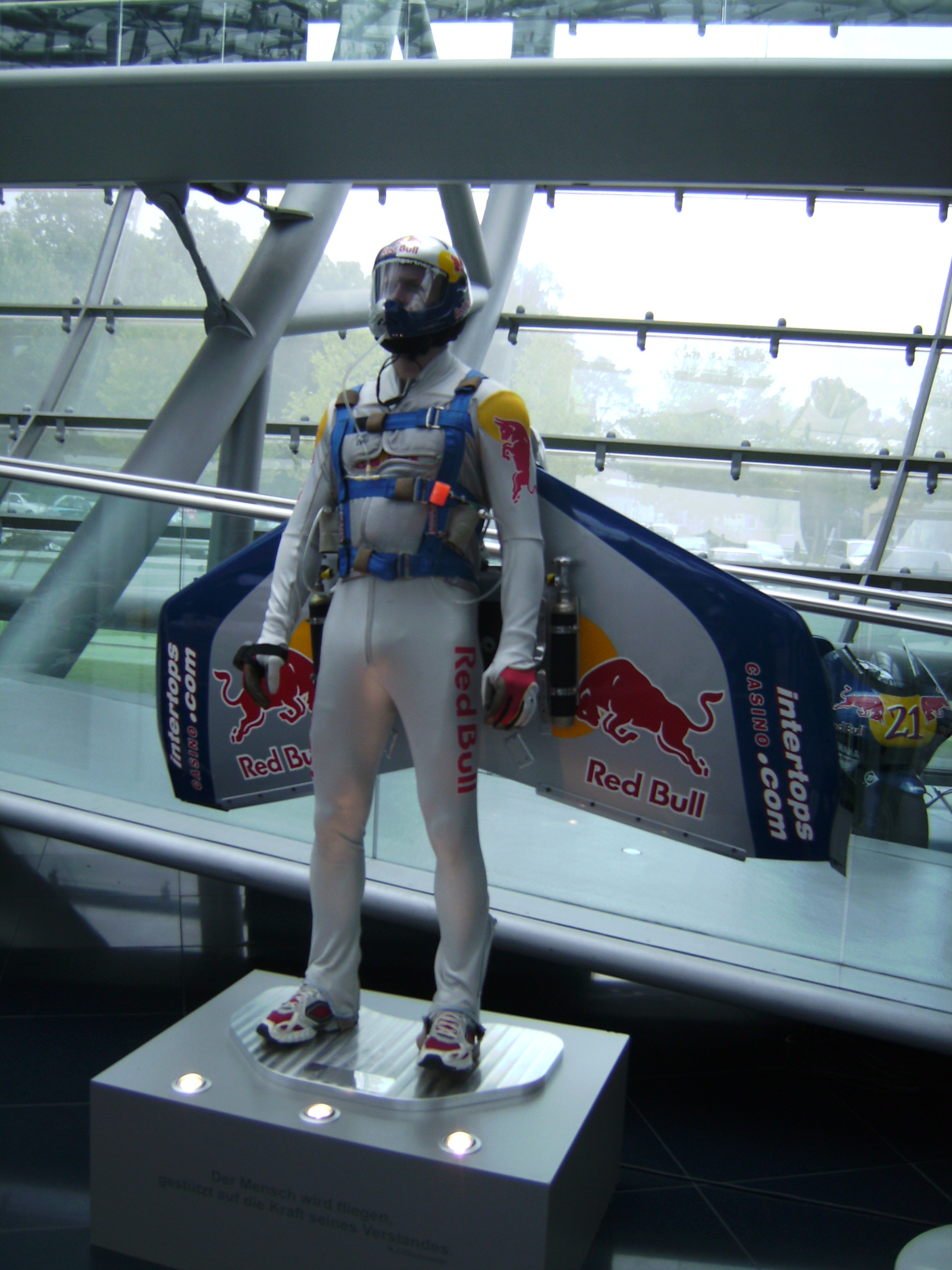
Dräkten Baumgartner använde när han korsade Engelska kanalen 2003.

Felix Baumgartner, född 20 april 1969 i Salzburg, Österrike, död 17 juli 2025 i Porto Sant'Elpidio, Marche, Italien, var en österrikisk fallskärmshoppare och äventyrare.

## Kända hopp

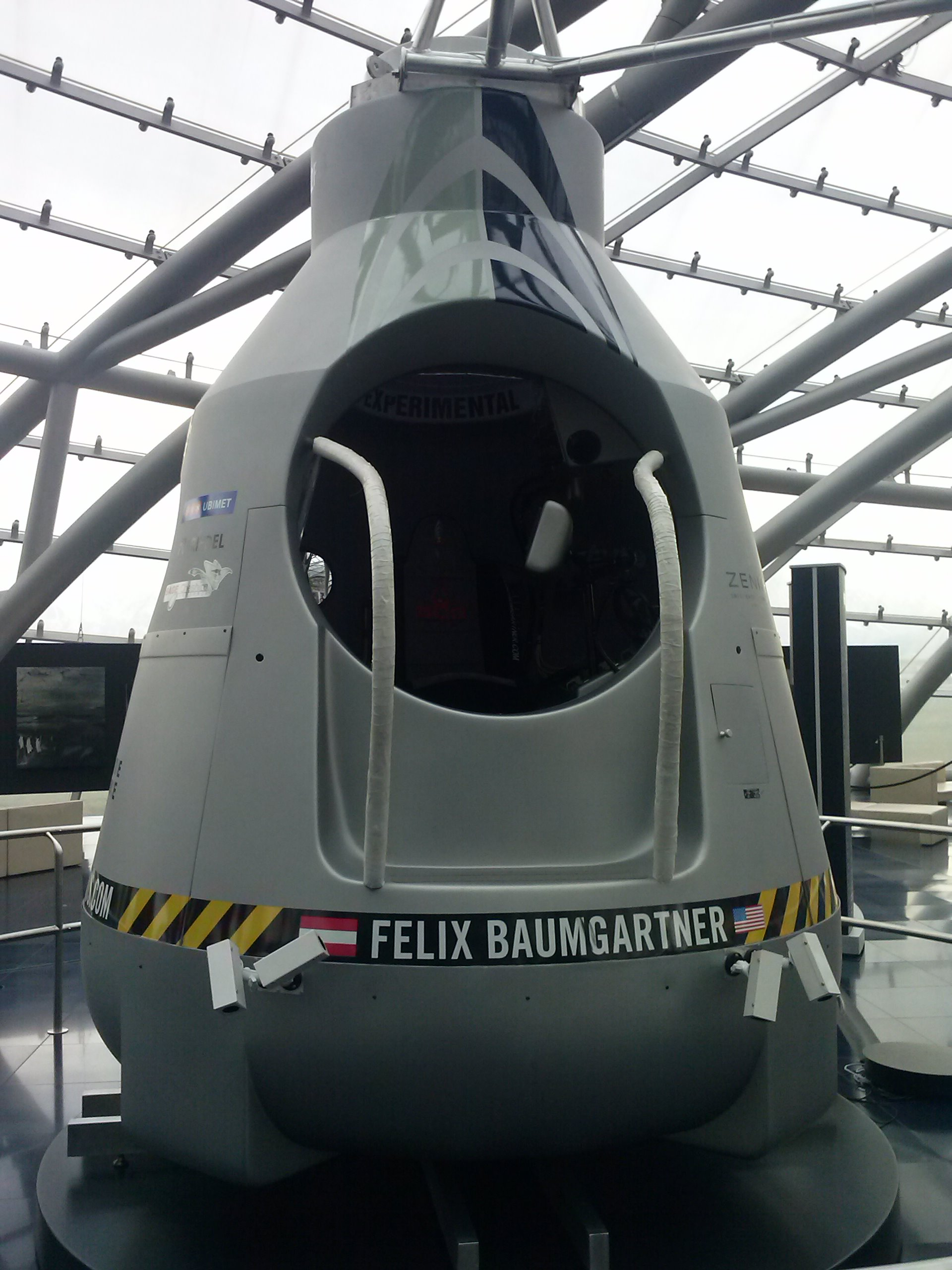
Tryckkapseln från vilken Felix Baumgartner gjorde sitt rekordhopp.

1999 hoppade Baumgartner från världens då högsta byggnad, Petronas Twin Towers i Malaysia, med höjden 451 meter.
Den 31 juli 2003 blev Baumgartner den förste personen som korsade Engelska kanalen i fritt fall, med hjälp av en fast vinge, under ett fallskärmshopp.
Den 18 augusti 2006 genomförde Baumgartner ett fallskärmshopp från en helikopter där han landade på Turning Torsos tak, sedan ett BASE-hopp från takets 190 meters höjd mot marken. Därefter flydde Baumgartner med motorcykel vars förare körde honom till en väntande båt i Västra Hamnen varifrån han flydde över till Danmark. Han polisanmäldes av husägaren HSB för olaga intrång.
Den 9 oktober 2012 skulle han, enligt planen, göra ett hoppförsök från höjden 37 km, stratosfären. Det tidigare rekordet som någon överlevt ifrån var omkring 31 km, vilket gjordes av Joseph Kittinger 1960. Baumgartners försök stoppades på grund av starka kastvindar som hindrade den ballong som skulle ta honom till höjden.  Han skulle använda fallskärm, men det var först vid 3000 meter som han planerade att utlösa denna. Merparten av fallet beräknades ha för hög hastighet för att fallskärmen skulle kunna användas.
Den 14 oktober 2012 skickades Baumgartner upp i en kapsel med en heliumballong. Han hoppade ifrån 39 045 m och slog därmed tre världsrekord - högsta höjd vid bemannad ballongfärd, blev den första människan som fallit fritt igenom ljudvallen och högsta fallskärmshopp. Hans rekord blev slaget av Googlechefen Alan Eustace som 25 oktober 2014 hoppade från en heliumballong 41 419 meter över jordens yta.

### Död
Baumgartner dog den 17 juli 2025 56 år gammal i samband med paramotor-flygning i Porto Sant'Elpidio (Fermo) i Italien. Han förlorade kontrollen över sin farkost i luften, möjligen på grund av hastigt försämrat hälsotillstånd. Han störtade vid en simbassäng i Le Mimose Family Camping Village, där det fanns många gäster. Vid nedslaget skadades även en ung kvinna som arbetade på anläggningen.